# Салеми (Катанија)
Салеми је насеље у Италији у округу Катанија, региону Сицилија.
Према процени из 2011. у насељу је живело 255 становника. Насеље се налази на надморској висини од 430 м.